# Prasat Ta Muen Thom
Ne doit pas être confondu avec Prasat Ta Muen ou Prasat Ta Muen Toch.

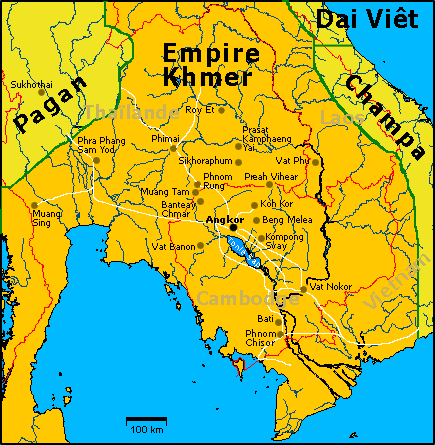
Principaux sites khmers

Le Prasat Ta Muen Thom est un temple khmer situé à la frontière entre le Cambodge et la Thaïlande et revendiqué par les deux pays. Il se trouve non loin des Prasat Ta Muen et Prasat Ta Muen Toch, sur l'un des cols des monts Dângrêk (ou Dongrak), dans une forêt dense, dont l'accès est interdit, la zone n'ayant pas été totalement déminée. De nombreuses pièces d'architecture ont été volées par les khmers rouges, et plus particulièrement les sculptures de valeur, de façon parfois brutale en utilisant de la dynamite. Le nom de Prasat Ta Muen Thom vient du nom du village voisin de Ta Miang et signifie le grand château (des dieux) ou temple de Ta Miang ; de la même façon, le nom du Prasat Ta Muen Toch signifie le petit château (des dieux) ou temple de Ta Miang. La proximité de ces trois prasat (Prasat Ta Muen, Prasat Ta Muen Thom et Prasat Ta Muen Toch) -quelques centaines de mètres-, semble montrer que ce lieu était une halte importante sur une route majeure de l'empire khmer, la route d'Angkor à Phimai. 

## Plan
Ce temple est de plan rectangulaire (l'enceinte fait 46 mètres par 38 mètres) avec en son centre un sanctuaire central avec mandapa et antarala. Au nord, on trouve deux tours secondaires, et deux autres bâtiments en latérite encore debout; trois autres bâtiments dont on ne voit plus que les fondations, complétaient cet ensemble. De façon inhabituelle, l'entrée principale est au sud, le gopura principal, bien plus grand que les autres, étant sur la façade sud. On retrouve cette même orientation au Prasat Hin Phimai. Un grand escalier de latérite également orienté au sud, mène vers l'entrée du prasat. Dans les deux cas, on pense qu'il s'agit d'une contrainte due à la topographie.
Des fouilles récentes à l'intérieur de la tour principale, ont montré l'existence d'un linga naturel, qui se trouvait donc au sommet de la colline où est bâti cet ensemble architectural. D'où le fait que ce prasat était dédié à Shiva (on trouve de même un linga naturel au sommet de la colline où est construit le Vat Phou).

## Accès principal
À cause des tensions actuelles (2009-2010) entre la Thaïlande et le Cambodge à propos des « temples de la frontière » (Prasat Preah Vihear essentiellement), les abords immédiats (plus de quelques mètres) de l'accès principal (sud) ne sont pas autorisés.
L'accès se fait par un escalier en latérite, large et assez raide, menant au gopura principal. Il semble que la construction à cet endroit de la colline ait demandé beaucoup de travail, justifié sans doute par l'existence du linga naturel mentionné plus haut, et qui devait absolument se trouver à l'endroit où le garbhagrha et sa tour seraient construits. C'est donc la position du linga et la topographie qui ont déterminé le plan de l'ensemble.

## L'enceinte
Une fois passé le gopura sud, cruciforme, auquel on accède par quelques marches, on pénètre dans l'enceinte, face au mandapa connecté à la tour sanctuaire par un court antarala, le tout en grès rose. L'ensemble de l'enceinte est constitué de galeries d'1,40 mètre de large. De part et d'autre, on trouve des bâtiments de latérite dont la forme ne correspond pas aux habituels bannalais.
Au centre du sanctuaire principal, sur un piédestal taillé dans la pierre sous-jacente, de forme circulaire contrairement à l'habituelle forme carrée avec une ouverture pour permettre à l'eau lustrale dont on baignait le linga de s'écouler vers le long somasutra, se trouve le linga de type svāyambhuva (ou savayambhu).
On remarquera en sortant du sanctuaire principal (donc vers le nord) qu'une grande plaque rocheuse orientée est-ouest forme le sol jusqu'aux gopuras est et ouest ; dans la plaque est inséré le somasutra sinueux évoqué ci-dessus. Au-delà de cette plaque on trouve deux tours dont une en ruine (dynamitée par les khmers rouges). Les linteaux et frontons ont été enlevés, et ne restent que des dvarapalas décapités et des frises entourant les portes.

## Revendications
Le temple est revendiqué par le Cambodge et la Thaïlande.

## Photographies

Panoramas
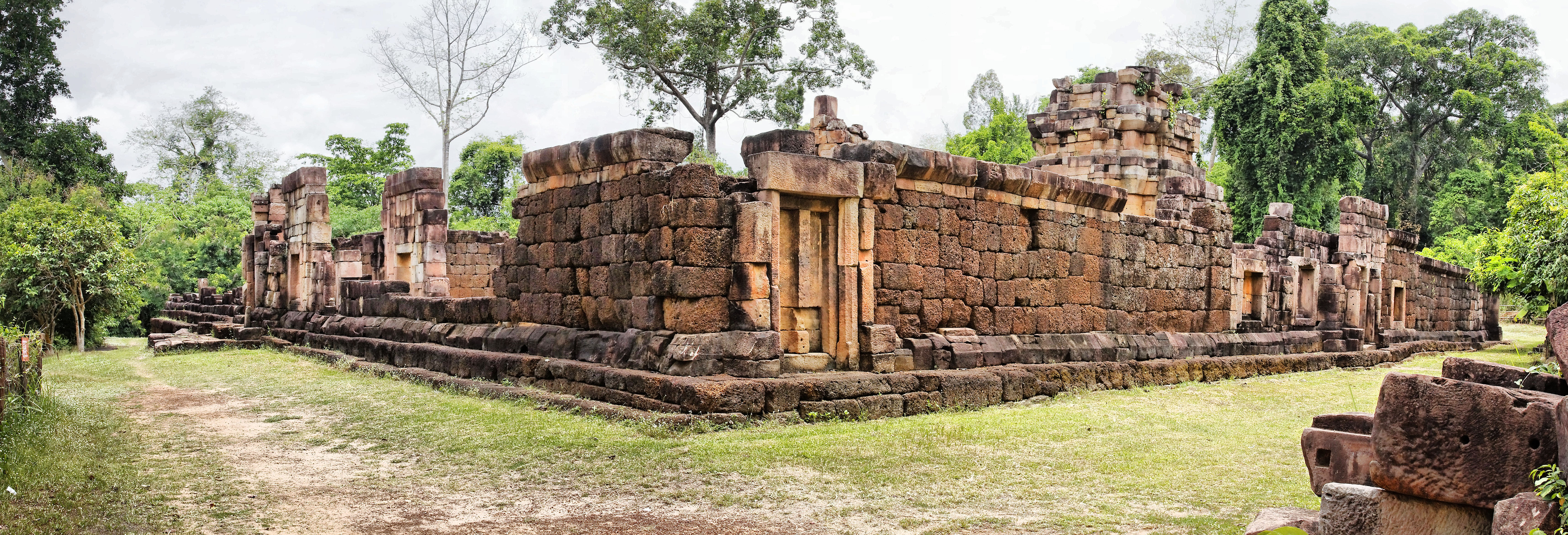
Vue d'ensemble
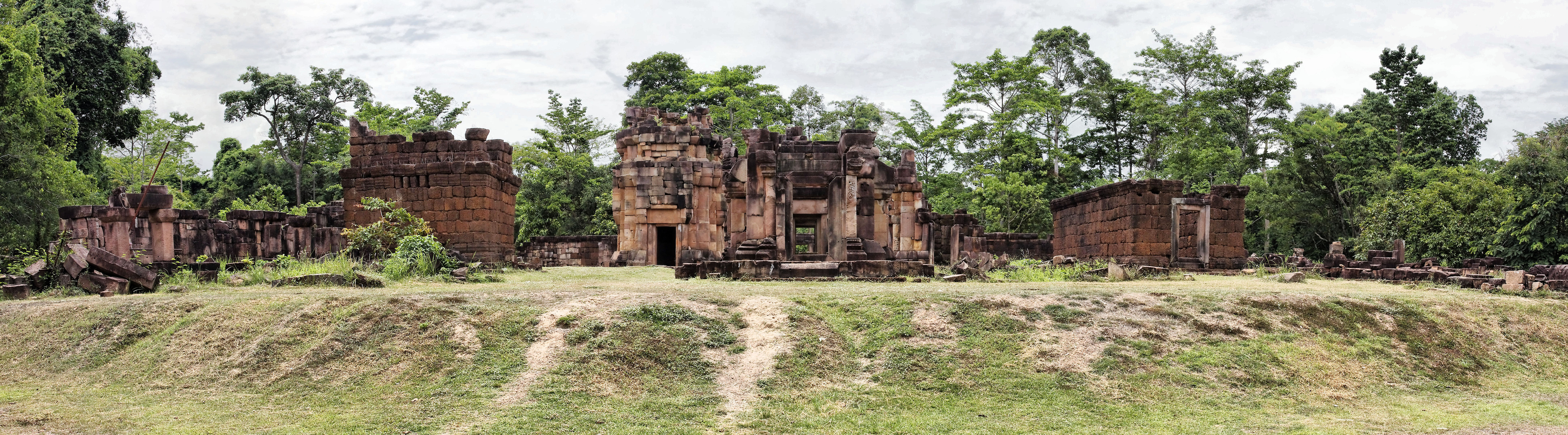
Vue d'ensemble
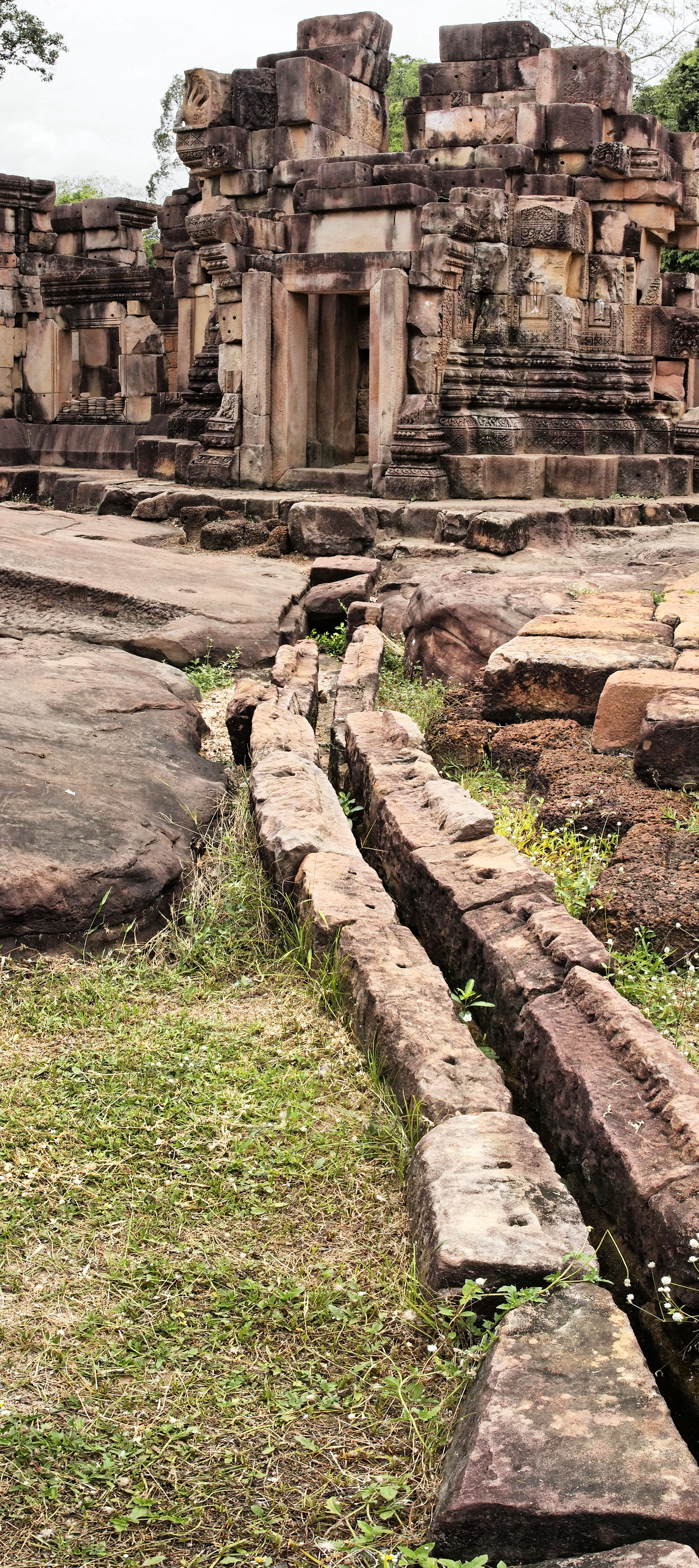
Le somasutra

Photos
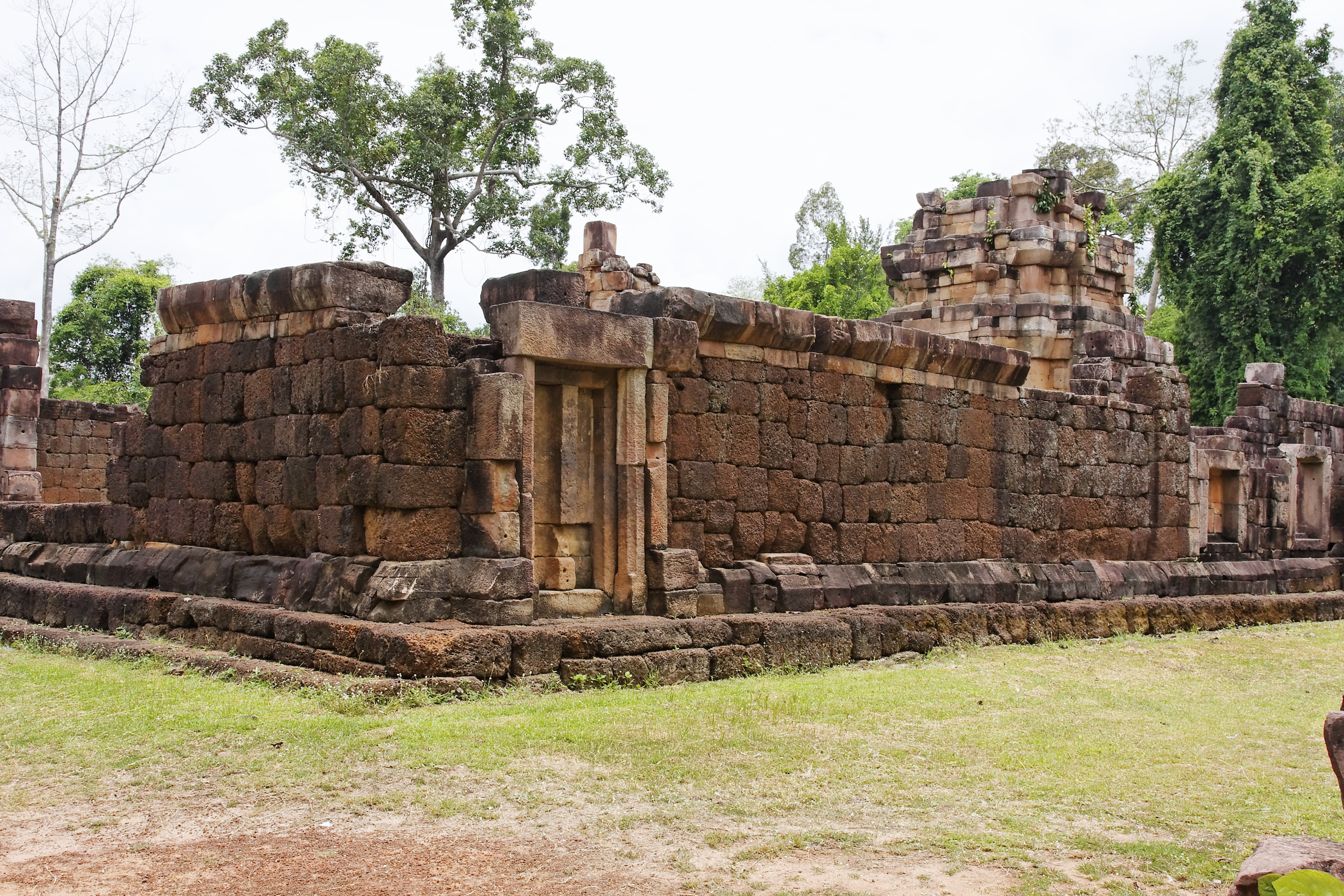
Portes et fenêtres en grès, dans le mur de latérite
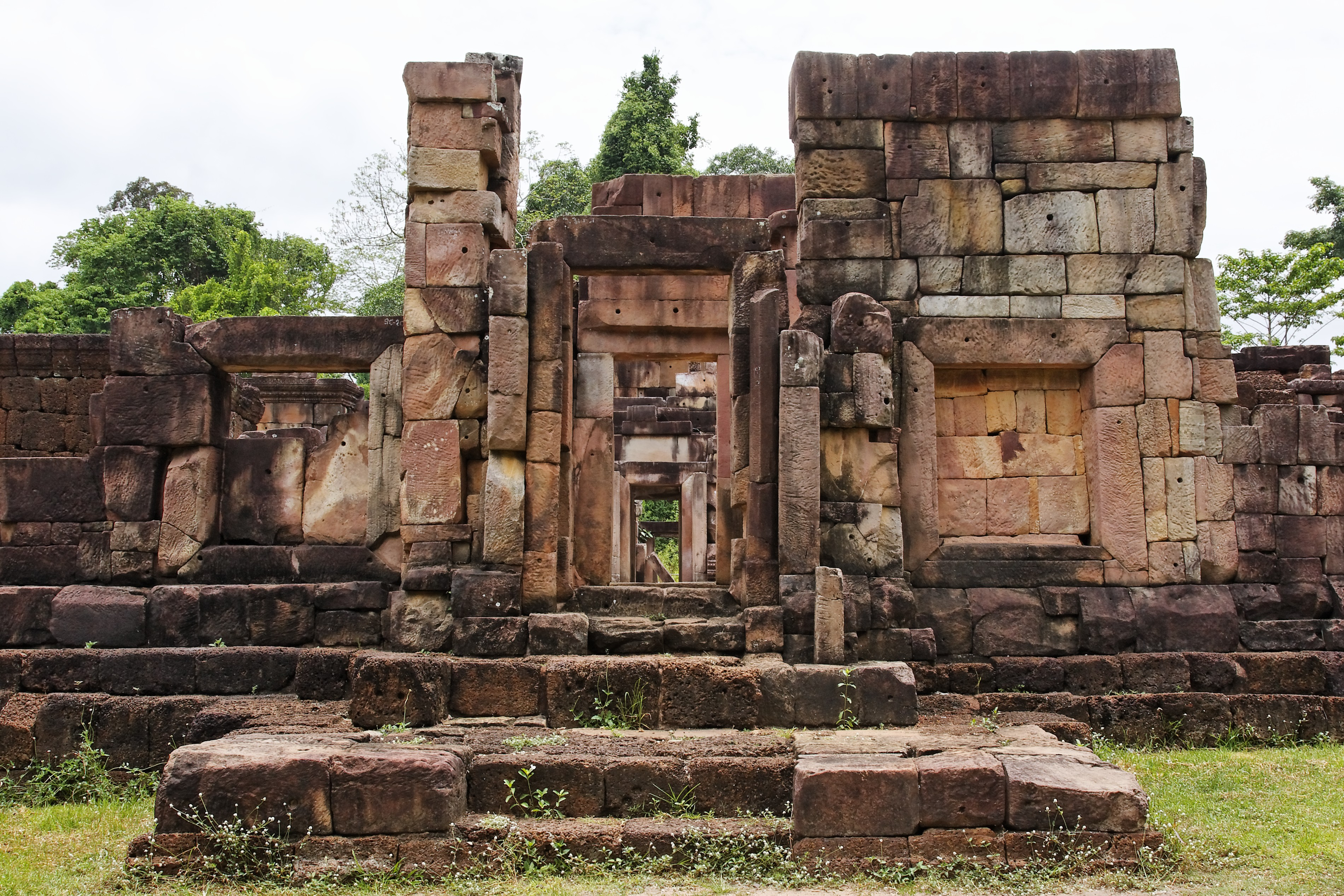
Un des gopuras
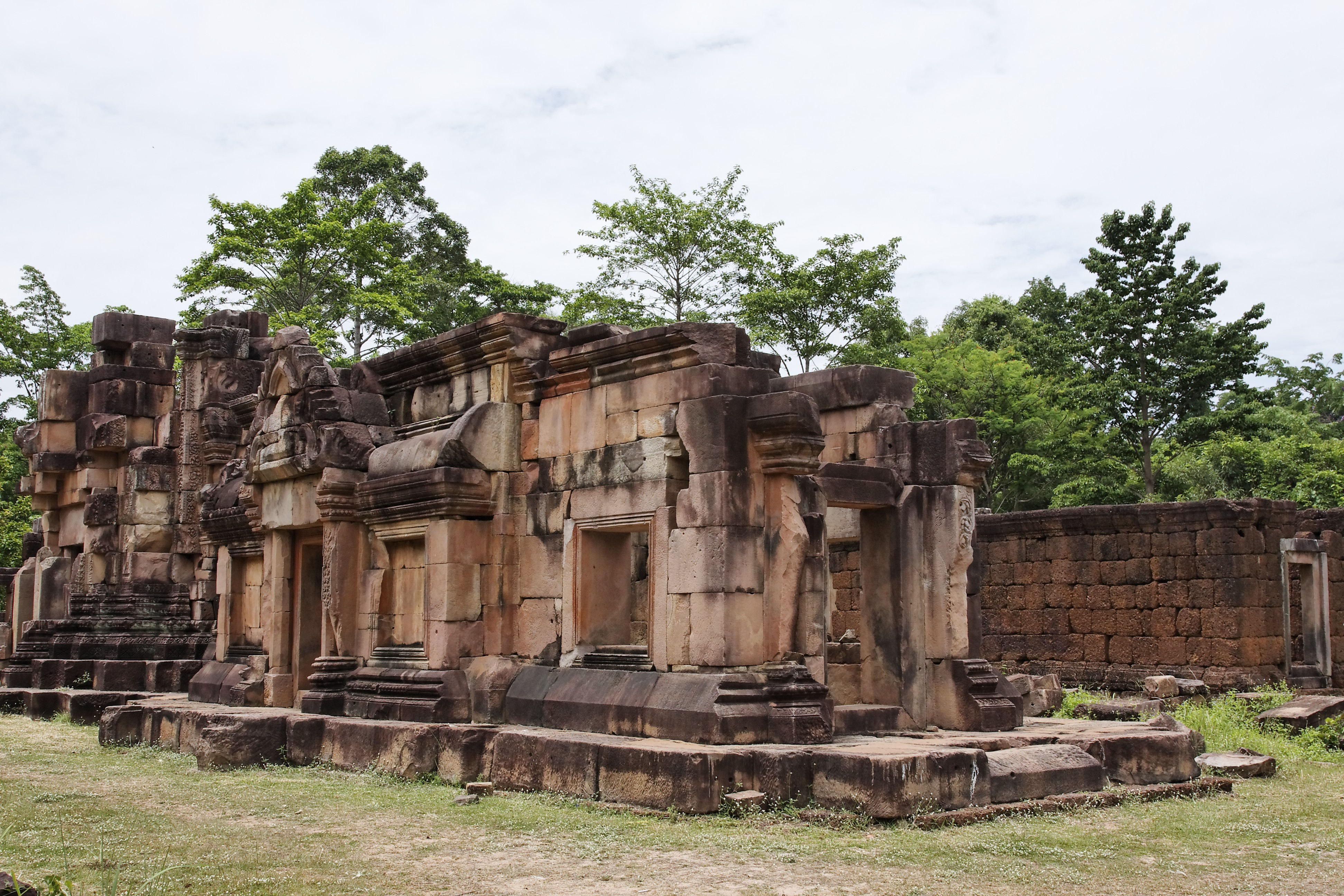
Un des bâtiments à l'intérieur de l'enceinte
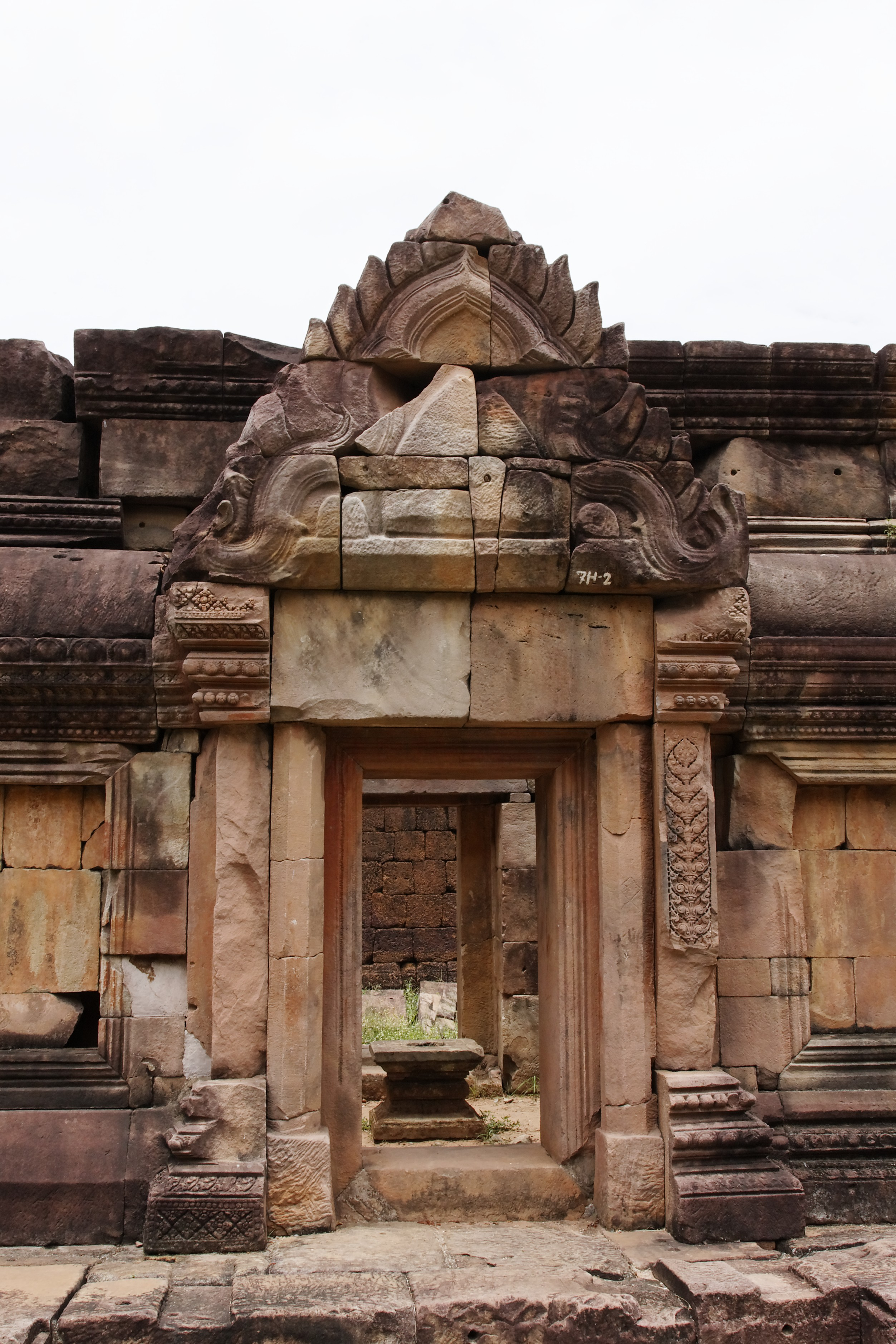
Porte et fronton en grès (le linteau décoré manque)
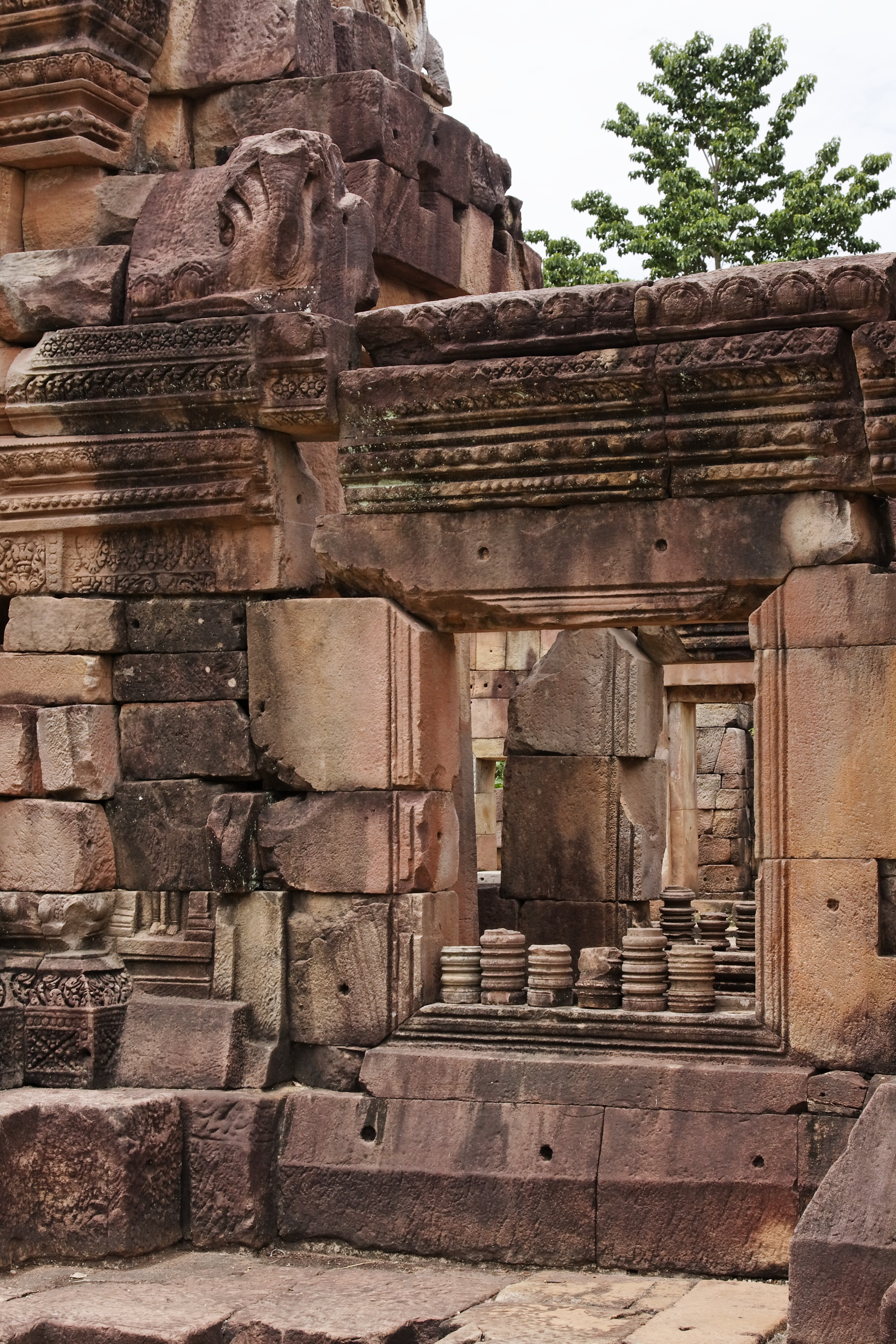
Fenêtre à balustres et sa frise décorative
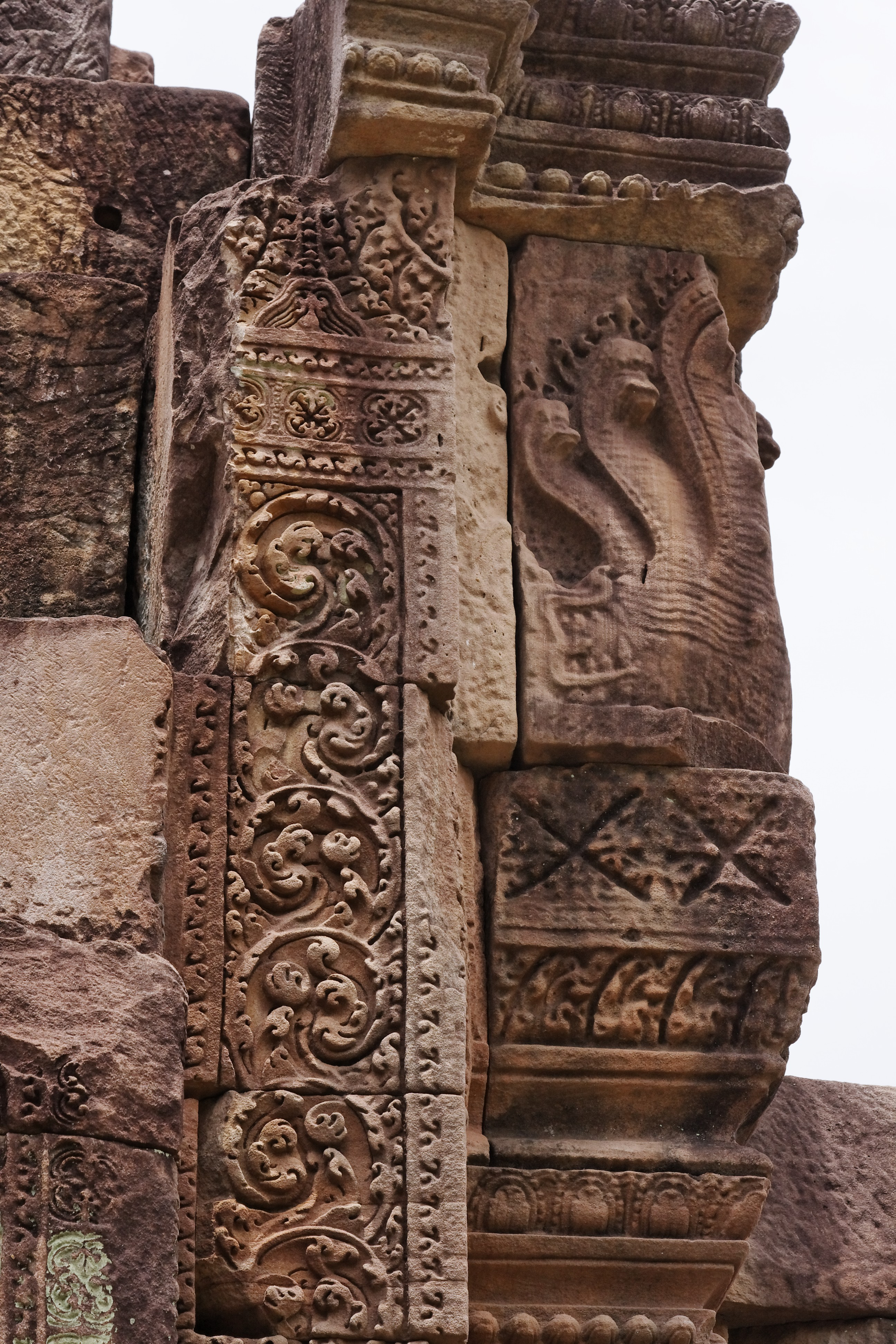
Frise décorant un encadrement de porte et naga pentacéphale
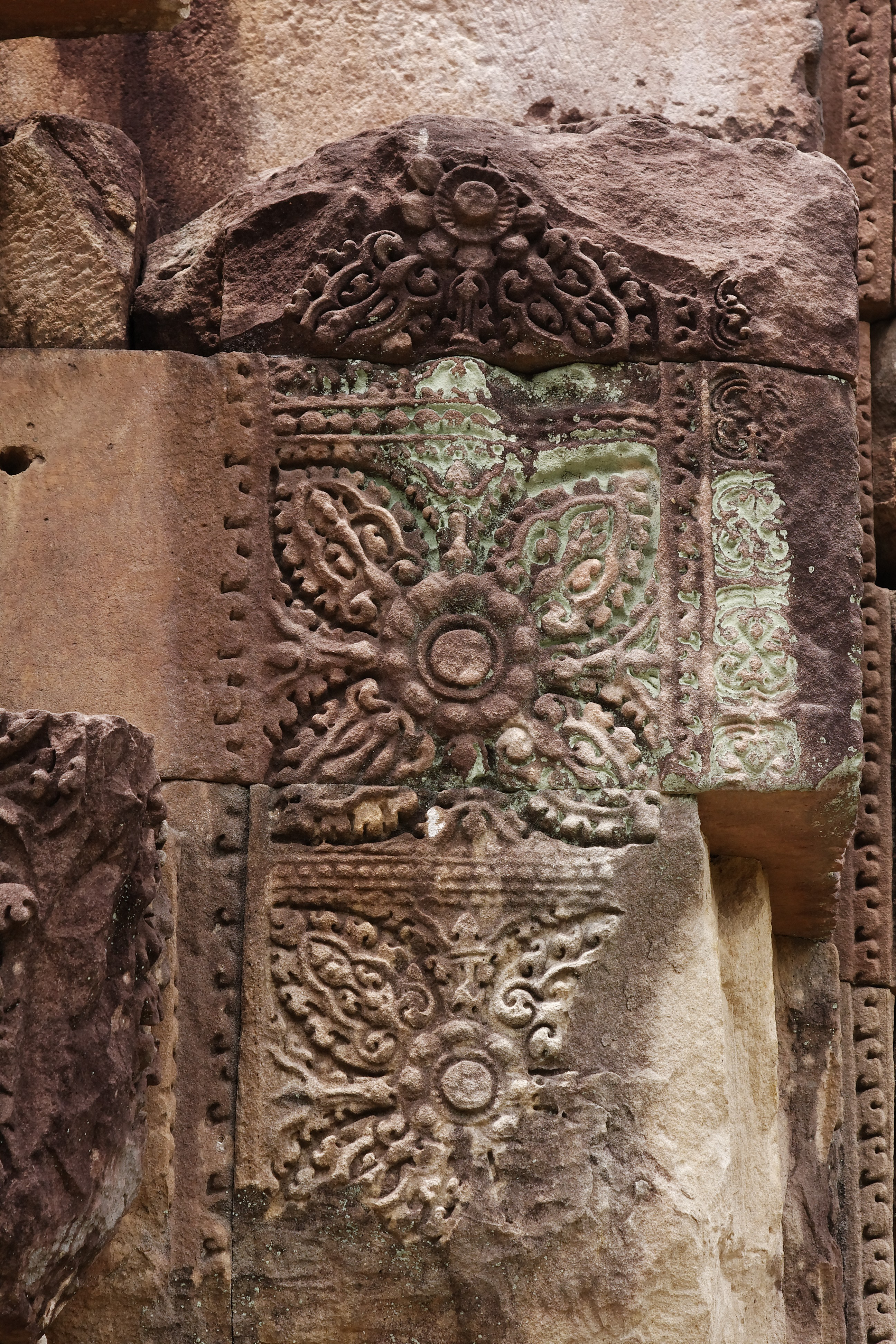
Frise décorant un encadrement de porte
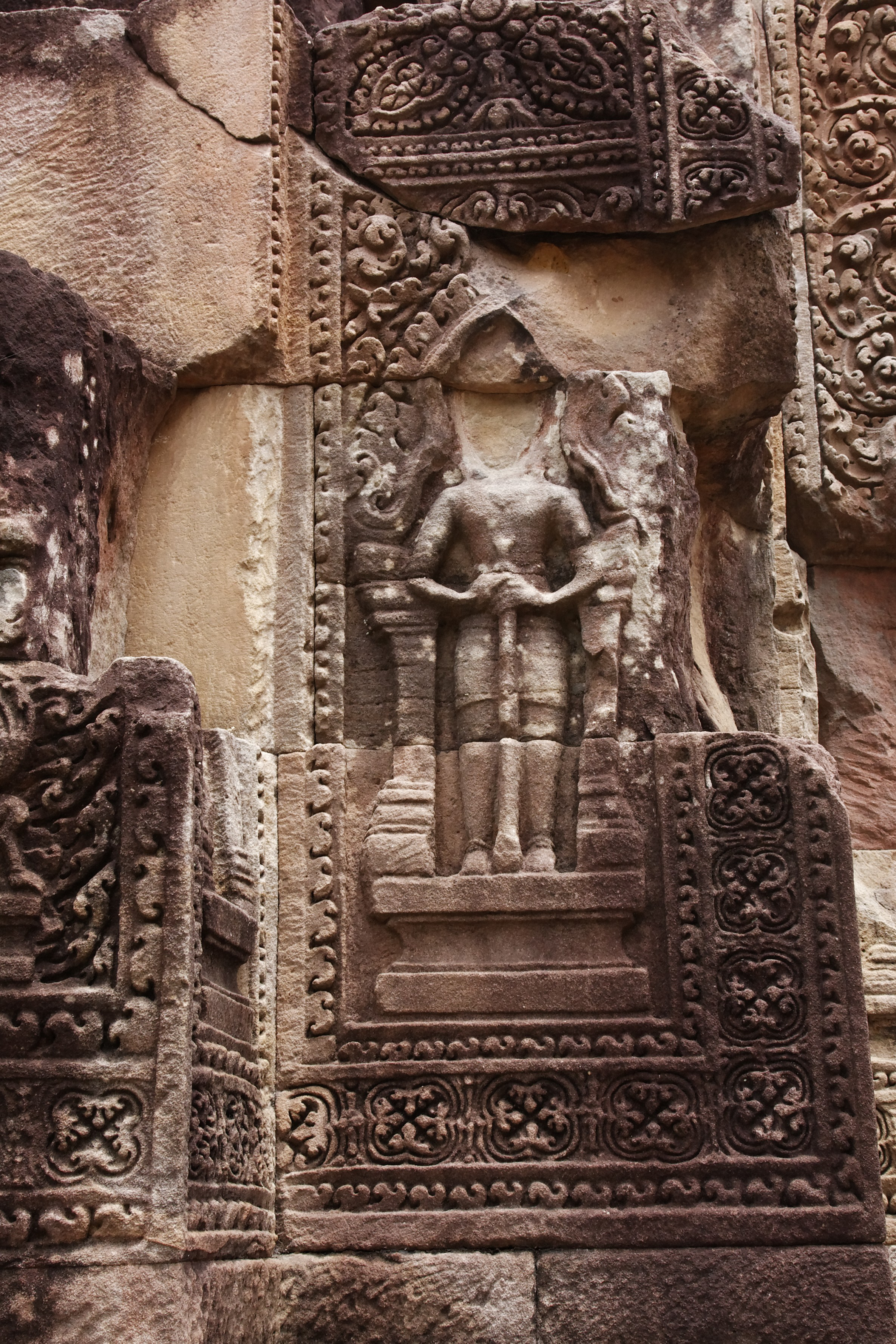
Un dvarapala
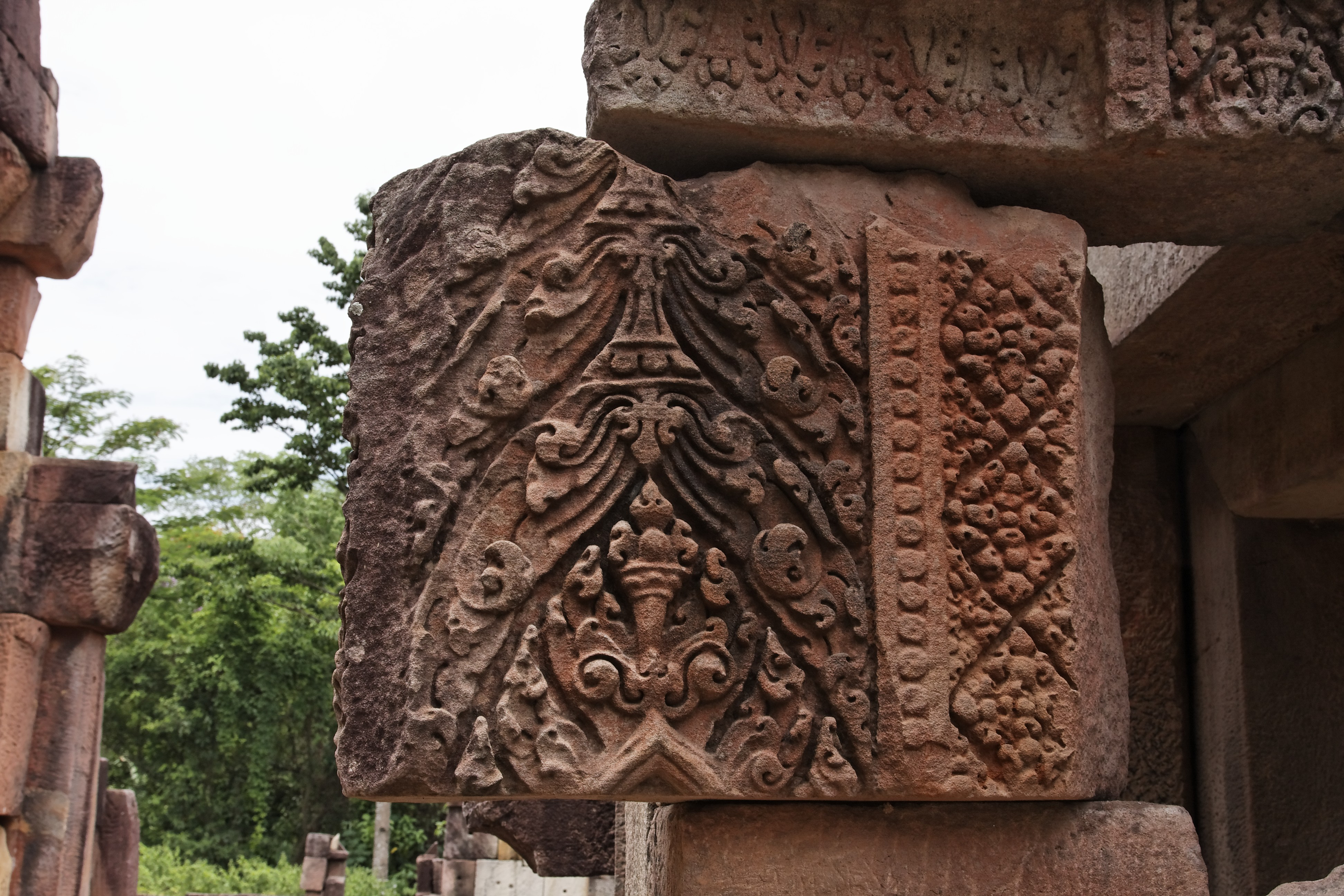
Détail d'une frise décorant un encadrement de porte
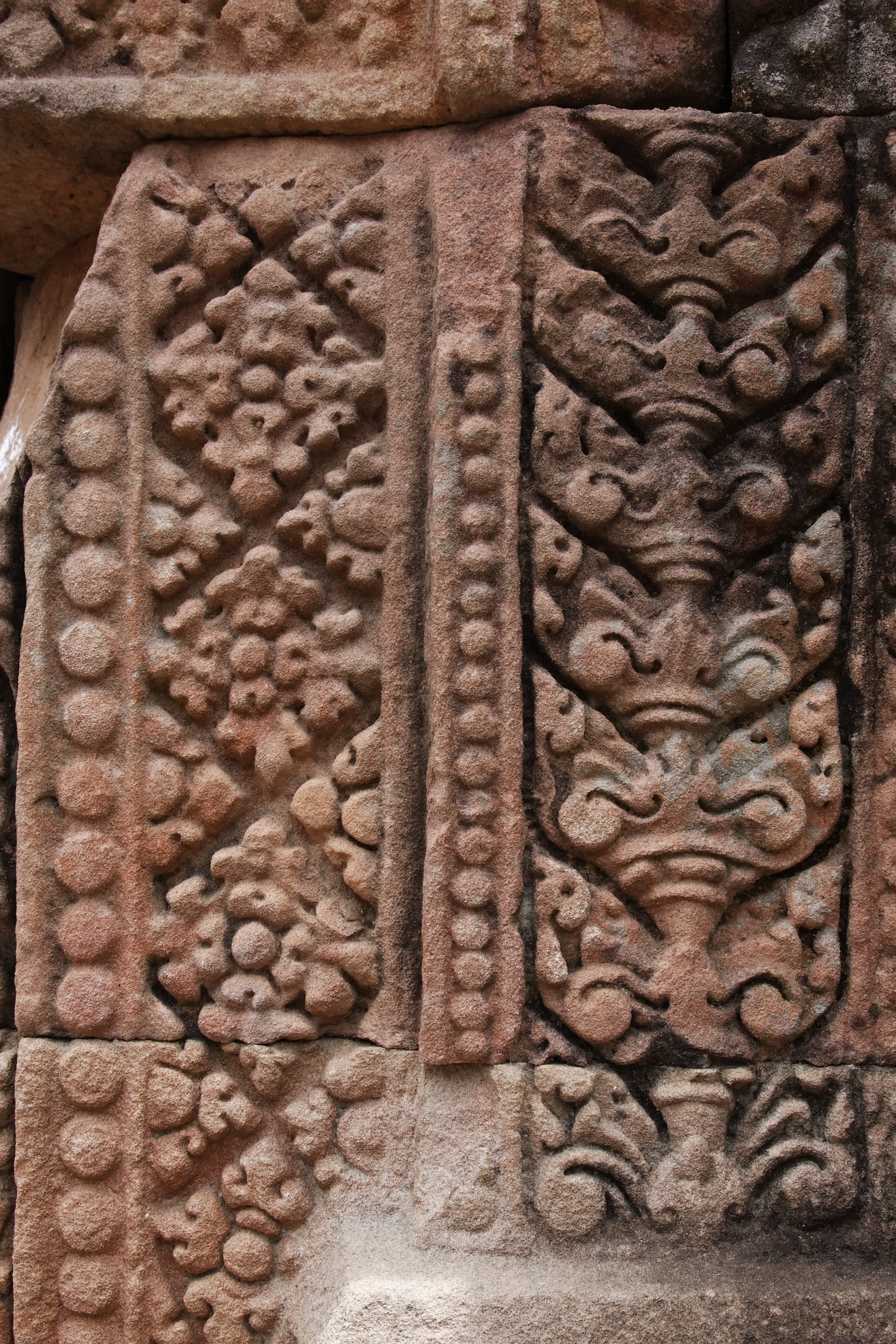
Détail d'une frise décorant un encadrement de porte
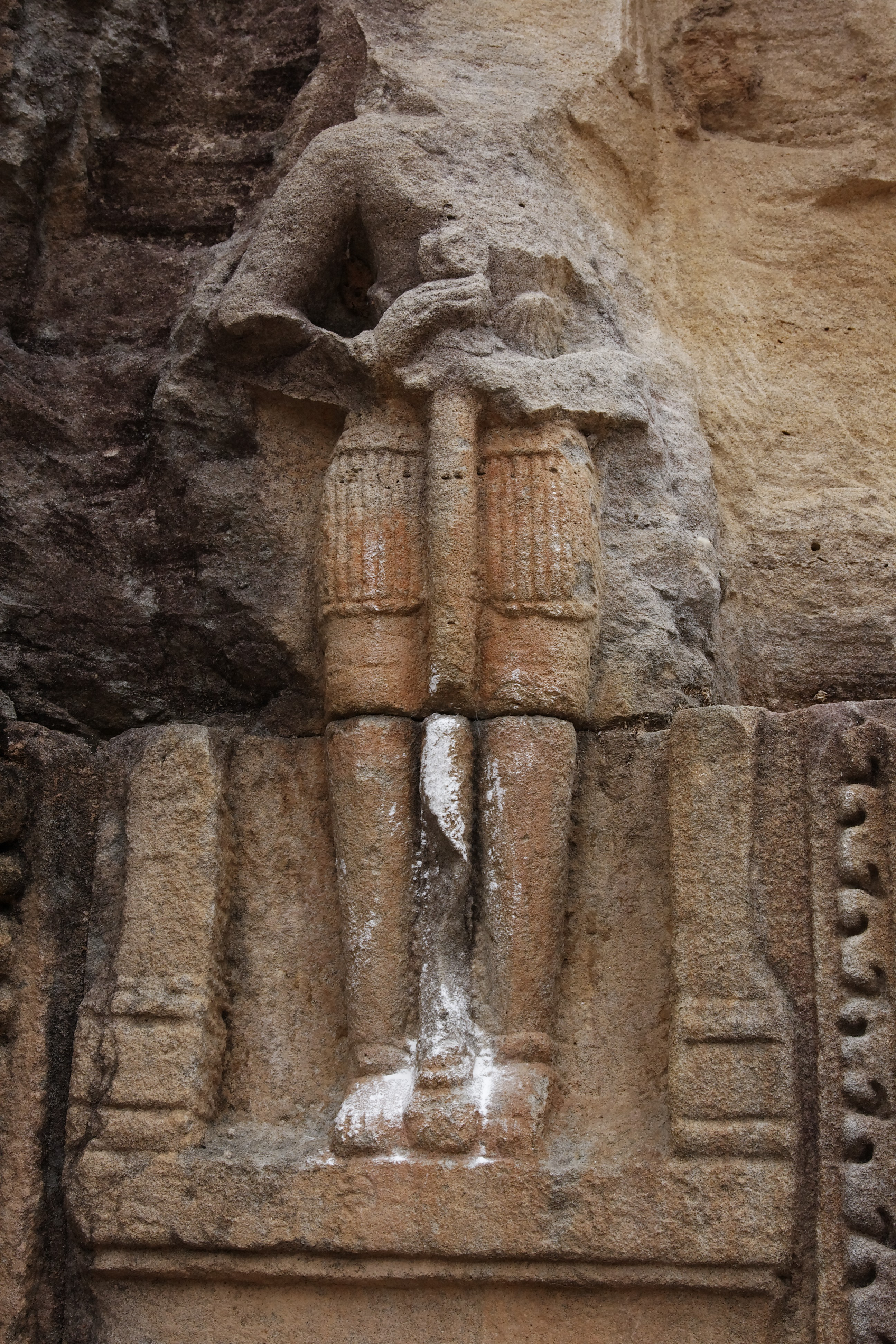
Un dvarapala
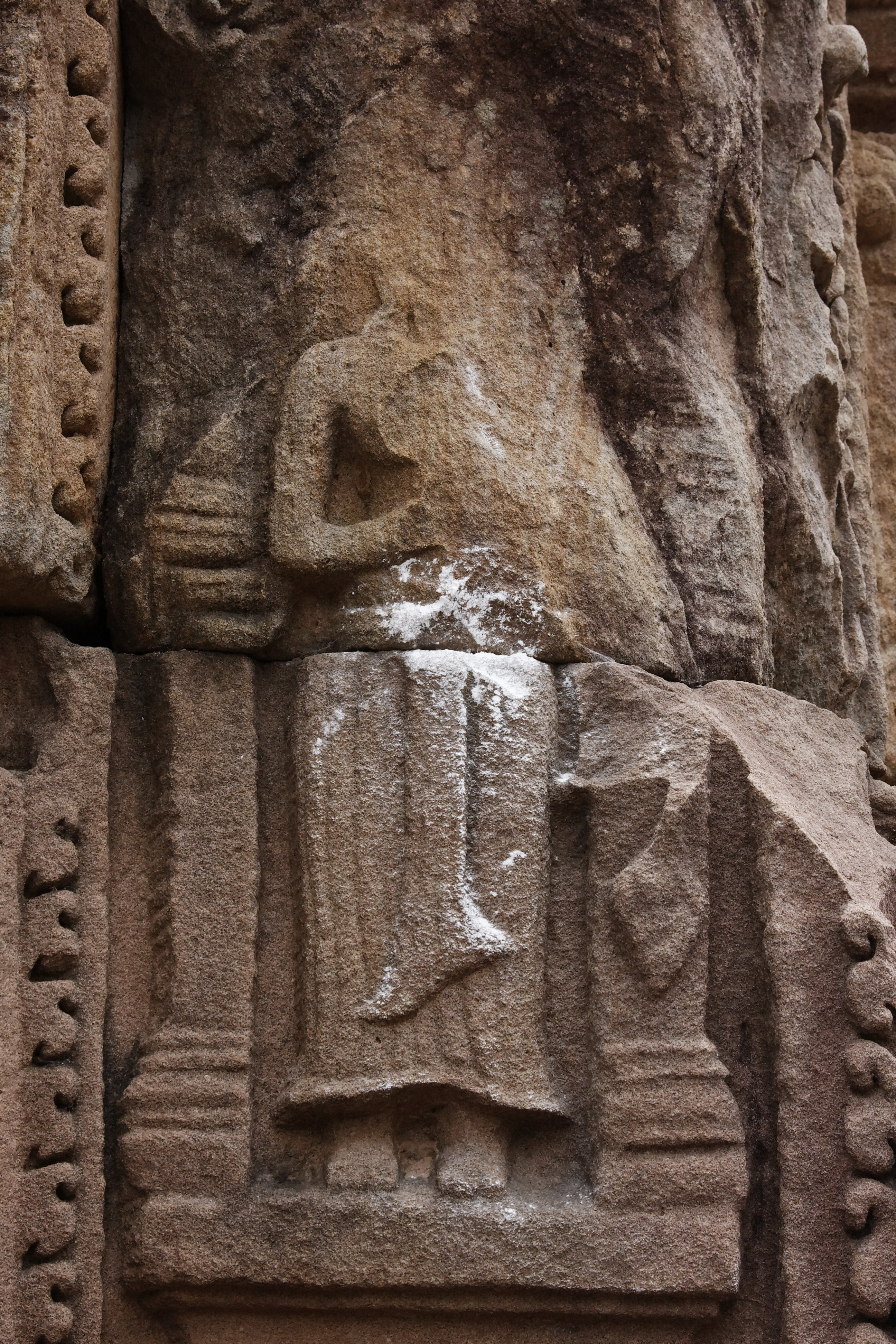
Un dvarapala
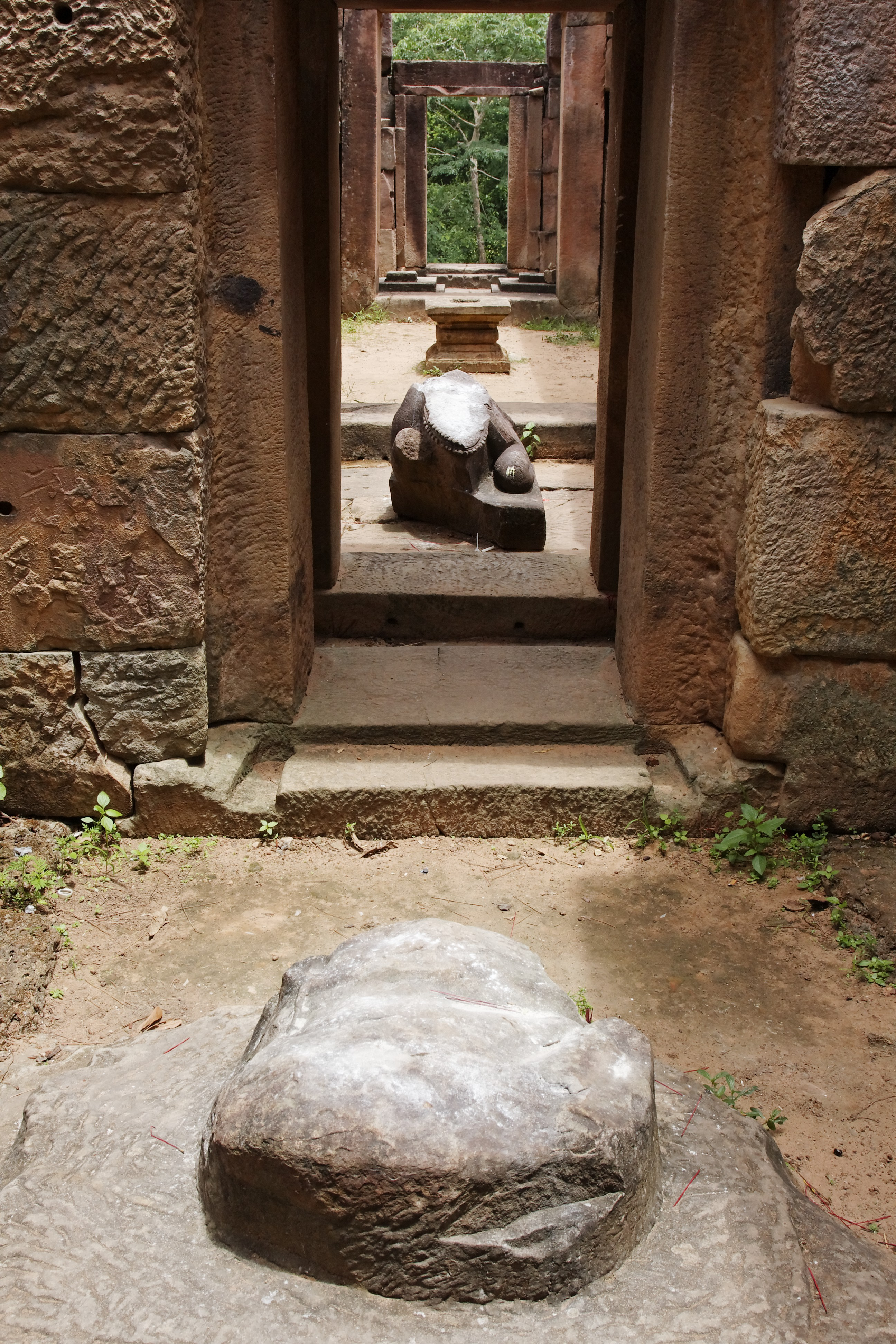
En enfilade: une sculpture du taureau Nandin et plus loin un yoni montrant que ce prasat était dédié au dieu Shiva
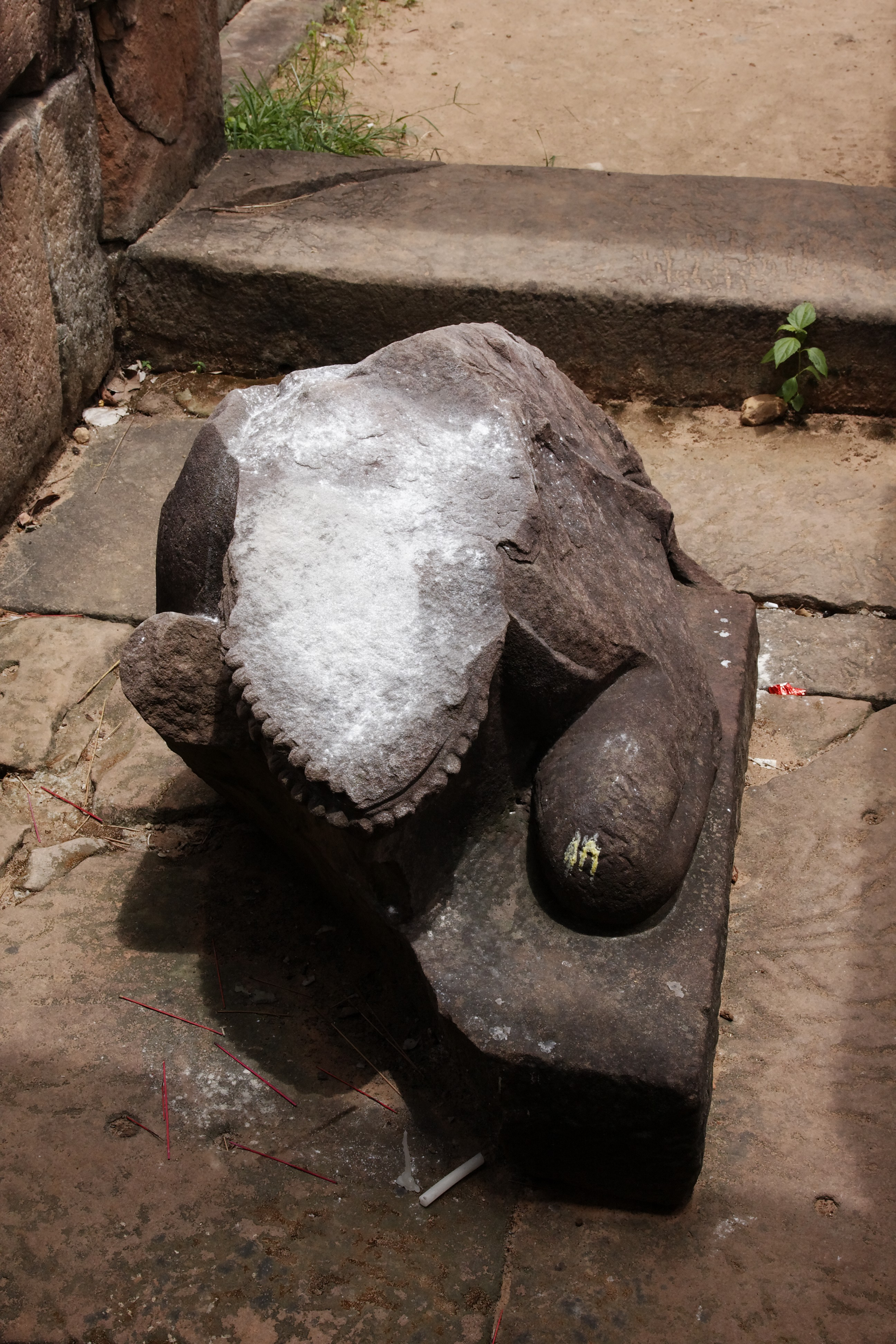
Le taureau Nandin, monture du dieu Shiva
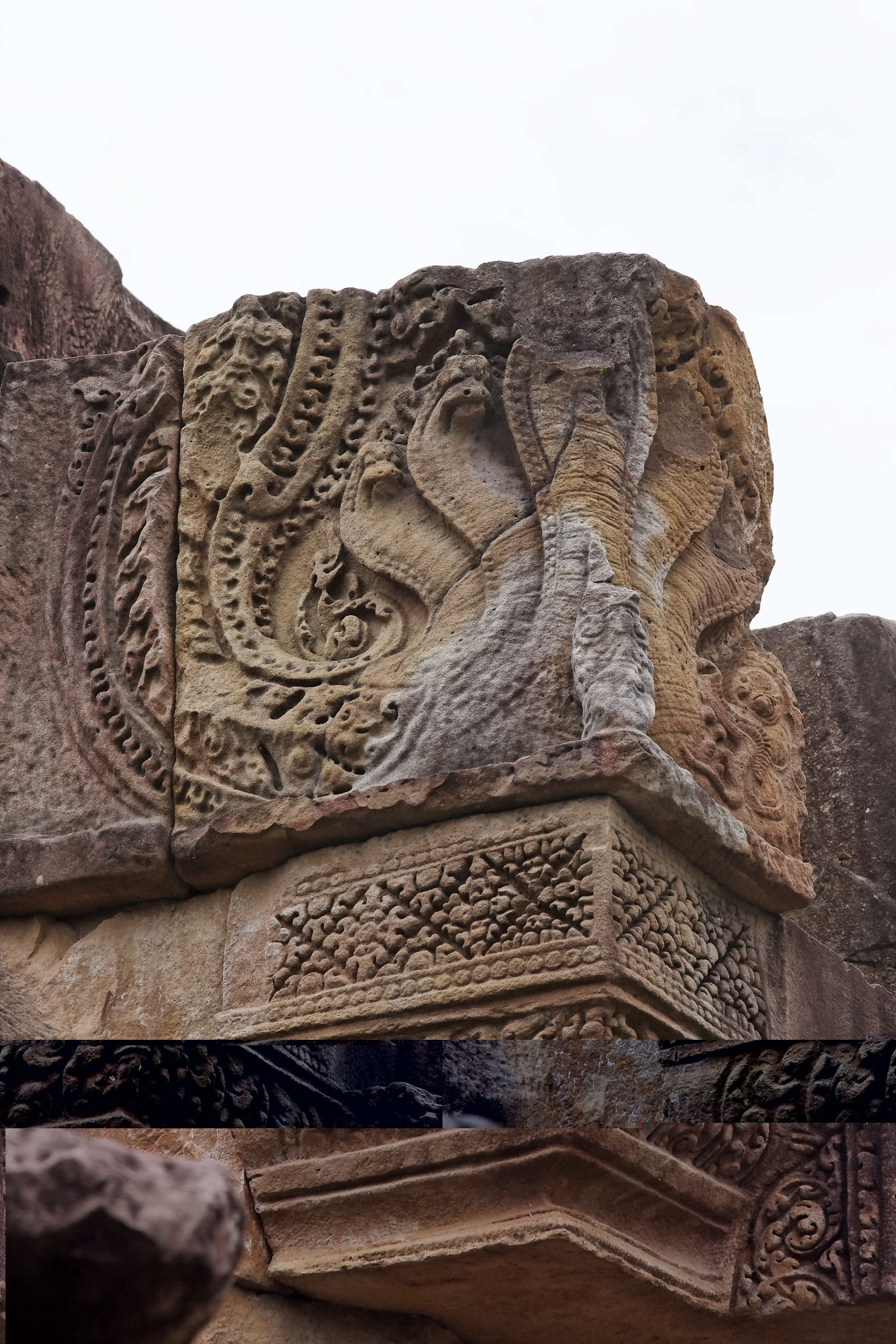
Naga à cinq têtes
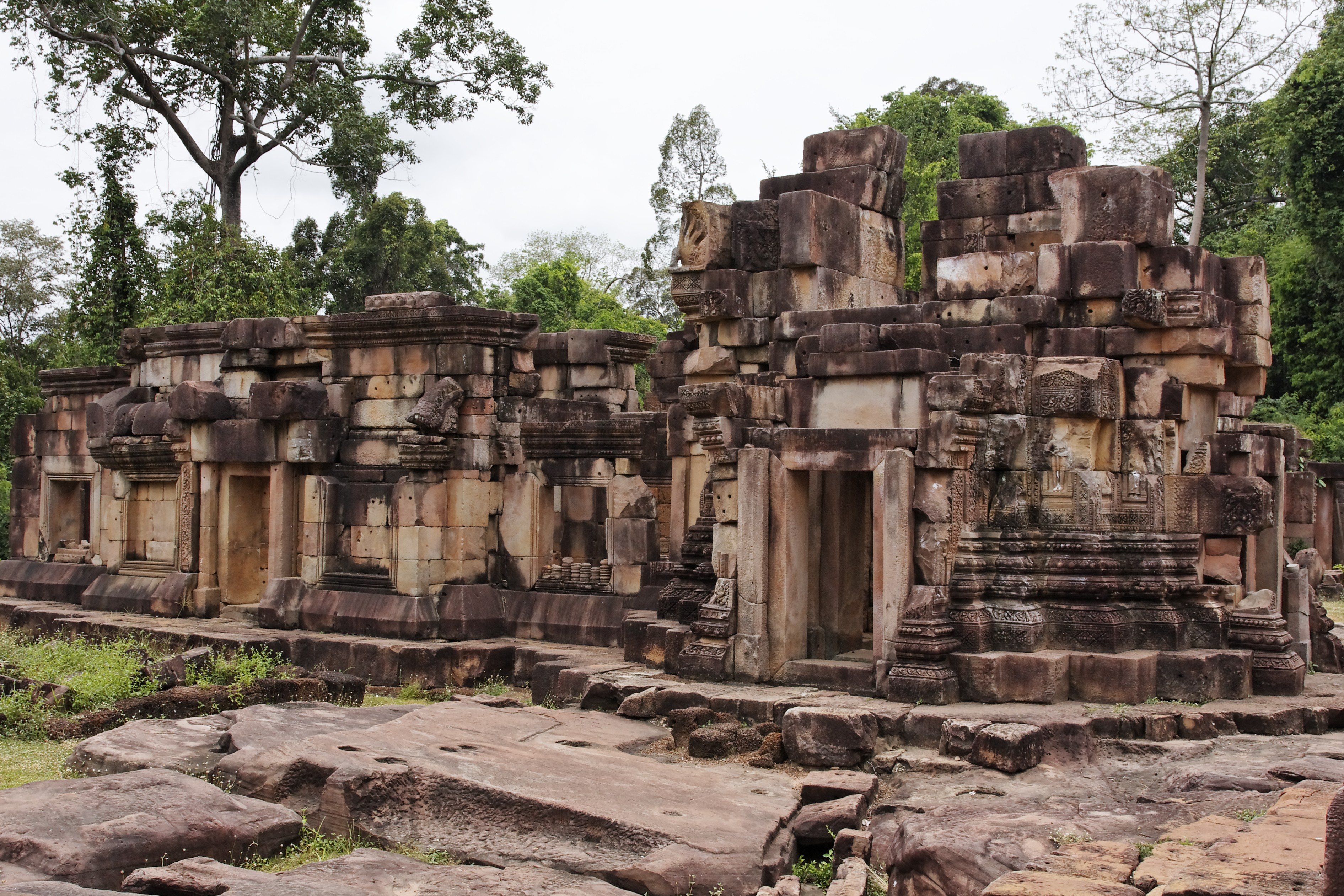
Vue de l'intérieur de l'enceinte
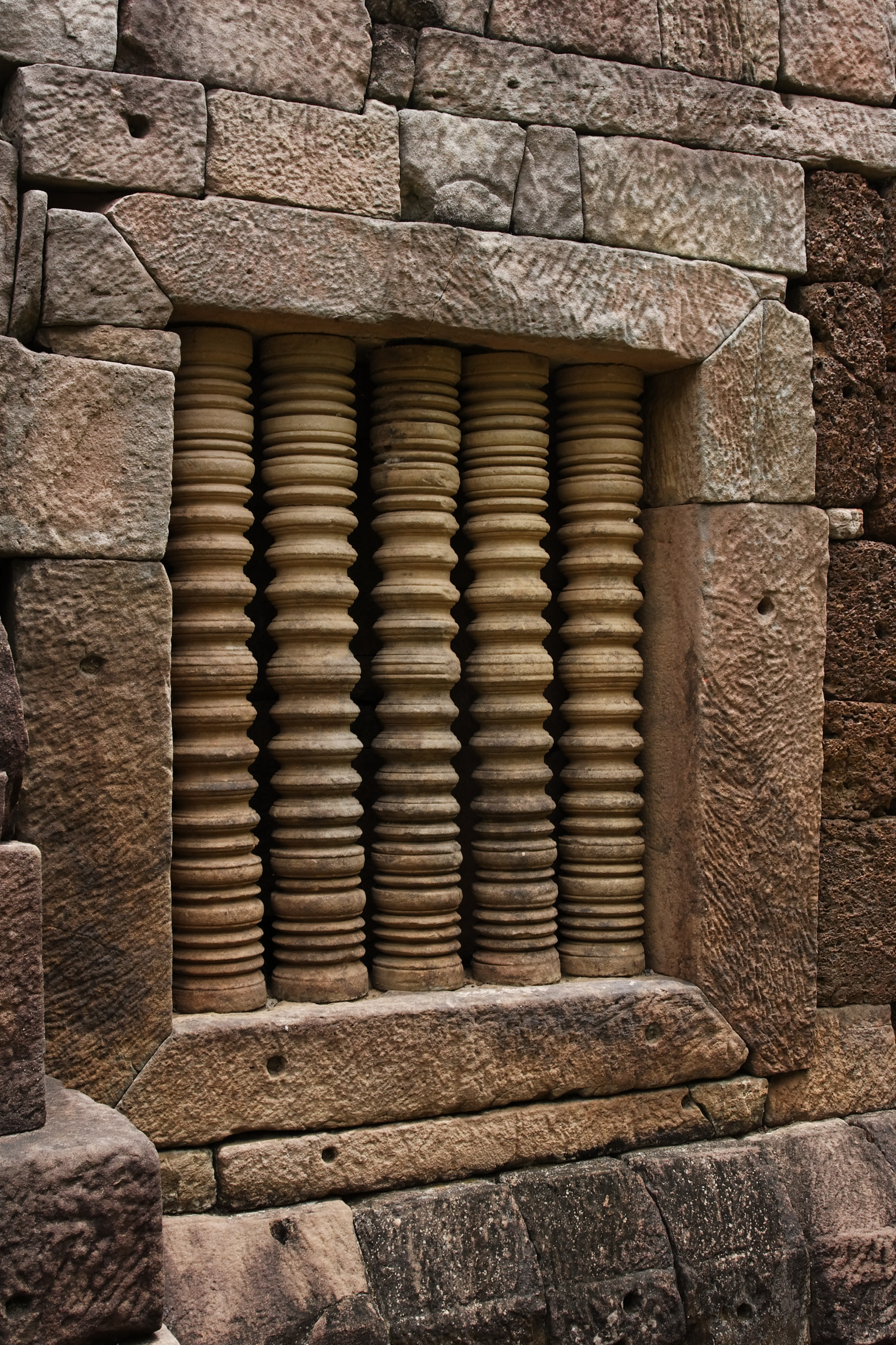
Fenêtre à balustres
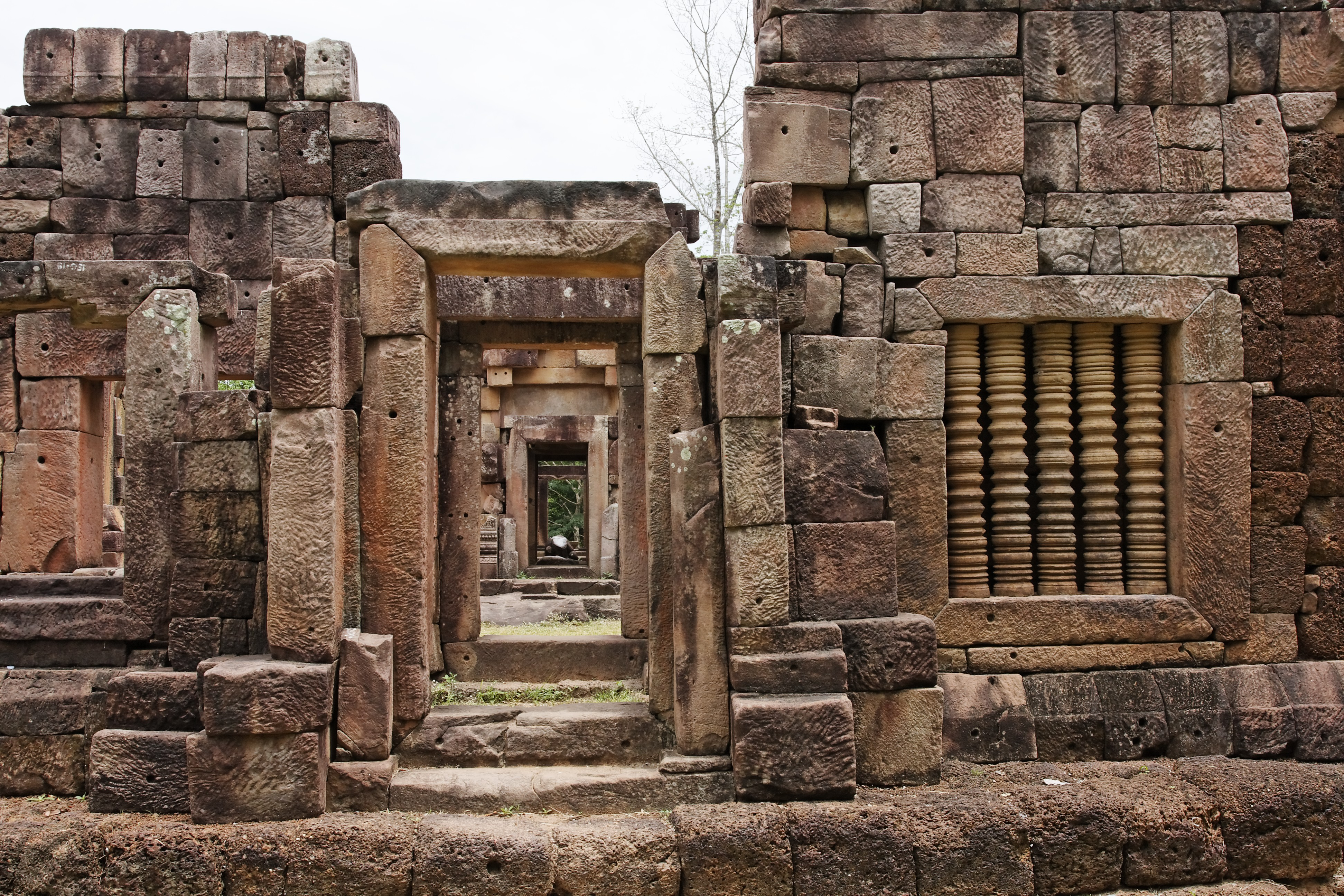
Porte et fenêtre à balustres en grès